# 密序溲疏
密序溲疏（学名：Deutzia compacta），为虎耳草科溲疏属下的一个植物种。